# Philip Mik-Meyer
Philip Mik-Meyer (11. november 1861 i København – 12. august 1942) var en dansk bankdirektør.
Han var søn af grosserer M.I. Meyer (død 1888) og hustru Fromma født Eichel (død 1919), blev uddannet hos Brødrene Lachmann 1876-78 samt i banker i Karlsruhe, Paris og London 1878-84. 1884 blev han ansat i Landmandsbanken, fra 1918 som underdirektør og 1921 som vicedirektør.
Han var bestyrelsesformand i A/S E. Rasmussen, Fredericia, A/S Dansk Hattefabrik og A/S Reckitt & Colman samt bestyrelsesmedlem i A/S Vestindisk Sukkerfabrik, A/S J.C. Modeweg & Søn og A/S Theodor Krügers Eftf.
Han blev gift 25. juli 1899 med Else Meyer (1. august 1878 i Hamborg – ), datter af skibsreder Jacob Meyer (død 1896) og hustru Clara f. Meyer. Han er oldefar til bl.a. Martin Krasnik.